# Lophocampa romoloa
Lophocampa romoloa är en fjärilsart som beskrevs av William Schaus 1933. Lophocampa romoloa ingår i släktet Lophocampa och familjen björnspinnare. Inga underarter finns listade i Catalogue of Life.